# アレン郡 (インディアナ州)

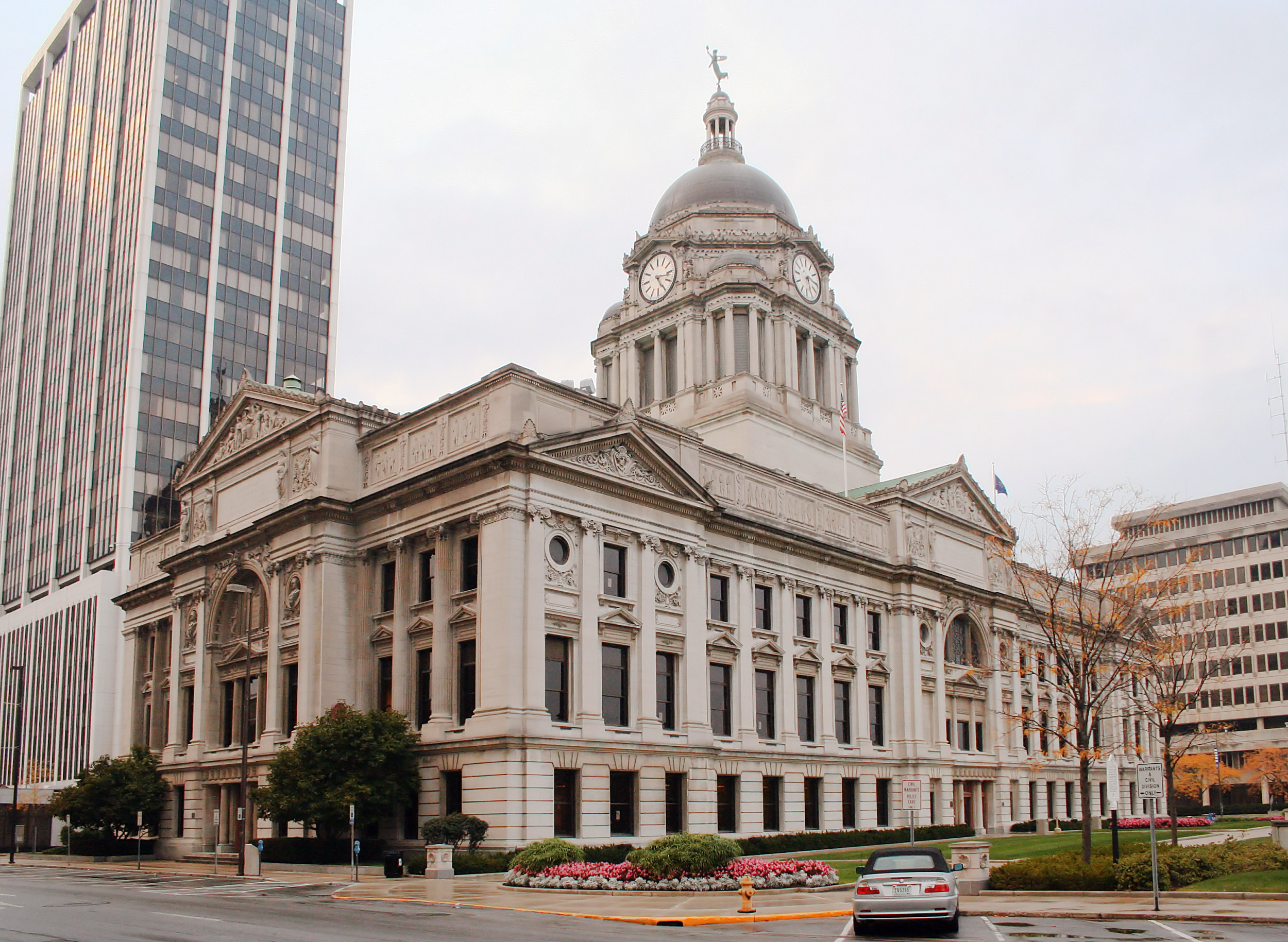
アレン郡裁判所

アレン郡（Allen County）は、アメリカ合衆国インディアナ州にある郡である。人口は38万5410人（2020年）。郡庁所在地はフォートウェイン。この郡は米英戦争で戦死した弁護士、ケンタッキー州上院議員のジョン・アレン大佐にちなみ名付けられた。

## 地理

インディアナ州内の位置

### 地理的特徴
アメリカ合衆国統計局によると、この郡は総面積1,710 km2 (660 mi2) である。このうち1,702 km2 (657 mi2) が陸地で7 km2 (3 mi2) が水地域である。総面積の0.43%が水地域となっている。

### 主要な高速道路
- 州間高速道路69号線
- 州間高速道路469号線
- w:U.S. Route 24
- w:U.S. Route 30
- w:U.S. Route 33

### 隣接する郡
- ノーブル郡 (北西)
- デカルブ郡 (北東)
- ディファイアンス郡 (オハイオ州) (北東)
- ポールディング郡 (オハイオ州) (東)
- バンワート郡 (オハイオ州) (南東)
- アダムズ郡 (南東)
- ウェルズ郡 (南西)
- ハンティントン郡 (南西)
- ウィットリー郡 (西)

## 人口動静
2000年国勢調査で、この郡は人口331,849人、128,745世帯、及び86,259家族が暮らしている。人口密度は195/km2 (505/mi2) である。82/km2 (211/mi2) の平均的な密度に138,905軒の住居が建っている。この郡の人種的構成は白人83.08%、アフリカン・アメリカン11.31%、先住民0.36%、アジア1.40%、太平洋諸島系0.04%、その他の人種2.02%、及び混血1.79%である。人口の4.18%がヒスパニックまたはラテン系である。
この郡内の住民は27.70%が18歳未満の未成年、18歳以上24歳以下が9.40%、25歳以上44歳以下が30.00%、45歳以上64歳以下が21.50%、及び65歳以上が11.40%にわたっている。中央値年齢は34歳である。女性100人ごとに対して男性は95.90人である。18歳以上の女性100人ごとに対して男性は92.90人である。
この郡の世帯ごとの平均的な収入は42,671米ドルであり、家族ごとの平均的な収入は52,708米ドルである。男性は39,202米ドルに対して女性は25,980米ドルの平均的な収入がある。この郡の一人当たりの収入 (per capita income) は21,544米ドルである。人口の9.10%及び家族の6.70%は貧困線以下である。全人口のうち18歳未満の12.40%及び65歳以上の6.40%は貧困線以下の生活を送っている。

## 都市および町
- フォートウェイン（郡庁所在地）
- モンロービル
- Grabill
- Huntertown
- Leo-Cedarville
- New Haven
- Woodburn
- Zanesville